# Ana María Marí Machado
Ana María Marí Machado (ur. 22 maja 1963 w Calabazar de Sagua) – kubańska polityk i działaczka komunistyczna. Wiceprzewodnicząca Zgromadzenia Narodowego Władzy Ludowej (od 2012).

## Życiorys
Urodziła się w wiosce Calabazar de Sagua w prowincji Villa Clara. Ukończyła studia prawnicze na Centralnym Uniwersytecie Las Villas, podczas studiów działa w Studenckich Brygadach Pracy. Uzyskała również dyplom z administracji publicznej w Wyższej Szkole Kadr Państwowych i Rządowych.
W 1992 objęła funkcję sędziego w Ludowym Sądzie Miejskim Encrucijada. W 1993 została przewodniczącą tego sądu. W 1999 rozpoczęła pracę w Wojewódzkim Sądzie Ludowym w Villa Clara, od 2000 była jego przewodniczącą. W 2009 została wiceprezesem Najwyższego Sądu Ludowego. Funkcję tę pełniła do 2012, gdy została wybrana wiceprzewodniczącą Zgromadzenia Narodowego Władzy Ludowej, ponownie wybierana w 2013, 2018 i 2023.
W latach 1998–2003 była deputowaną do Prowincjonalnego Zgromadzenia Władzy Ludowej Villa Clara. Od 2003 jest deputowaną Zgromadzenia Narodowego Władzy Ludowej. W 2012 została członkinią komisji spraw konstytucyjnych i prawnych. Przewodniczyła Krajowej Komisji Wyborczej w wyborach parlamentarnych 2010.

## Odznaczenia
- Medal "za Produkcję i Obronność" [1]
- Medal Przyjaźni (Wietnam, 2023)[1]